# Xaguas
Xaguas (Ajaguas), indijansko pleme porodice Jirajaran nastanjeno u vrijeme dolaska konkvistadora na području municipija Buchivacoa i planinama[Provjeriti ime planine] Pedregal u venezulskoj državi Lara. Spominju se u povijesti u vezi trgovine soli. Xagua ili Ajagua Indijanci ne smiju se pobrkati s plemenima Achagua i Axagua iz grupe Arawaka. Prakticirali su poligamiju. 

## Vanjske poveznice
- Indianische Historia (14) - Die Nation Xaguas
- La Antropologia Cautiva en Babilonia
- Parroquia Xaguas  Arhivirana inačica izvorne stranice od 29. travnja 2006. (Wayback Machine)